# Nevadas torrenciales en Japón de 2016
Las nevadas torrenciales de Japón de 2016 (平成28年豪雪 Heisei 28 Nen Gōsetsu?,  «Nevadas torrenciales del año Heisei 28»), como su nombre lo indica, fue una serie de nevadas torrenciales que se produjeron en Japón en enero de 2016. También se la conoce como las nevadas torrenciales de enero de 2016 (平成28年1月集中豪雪?). En este artículo, se denomina colectivamente las «nevadas torrenciales en Japón de 2016» para ajustarse a las convenciones de denominación de la Agencia Meteorológica de Japón.

## Descripción
Del 17 al 18 de enero, un sistema de baja presión de la costa sur se desplazó hacia el este, al sur de Japón, provocando fuertes nevadas principalmente en la región de Kantō. Del 19 al 20, un intenso sistema de presión invernal provocó fuertes nevadas principalmente en el lado del mar de Japón, y algunas zonas de las llanuras del lado del Pacífico se cubrieron de nieve.
Del 23 al 25 se desarrolló de nuevo un fuerte patrón de presión invernal que provocó fuertes nevadas principalmente en el lado del mar de Japón. En la estación de observación de Nakanoshima, en la ciudad de Nagaoka, en la ruta 8 de la prefectura de Niigata, se registró una nevada máxima en 24 horas de 75 cm el 24 y 25 de enero, la mayor cantidad jamás registrada. AMeDAS Nagaoka, en la ciudad antes mencionada, también registró la cuarta nevada máxima diaria más alta, de 69 cm, el 24 de enero. Kyūshū y la parte del Pacífico de Japón también experimentaron fuertes nevadas, y en la ciudad de Nagasaki se produjo la mayor nevada jamás registrada, con 17 cm.
Las temperaturas desde el este de Japón hasta las islas del suroeste estuvieron por encima de lo normal en la primera quincena de enero, pero en torno al 25 de enero se registraron temperaturas mínimas récord debido a la entrada de aire frío desde el continente, y 74 lugares establecieron nuevos récords de temperaturas mínimas. En Kyūshū, las temperaturas diurnas se mantuvieron muy bajas el día 24, registrándose días de pleno invierno en las ciudades de Saga y Nagasaki. En la mañana del día 25, hizo mucho frío en muchas partes de Kyūshū debido al fenómeno de enfriamiento radiativo, y la temperatura más baja registrada fue de -15.2 °C en Ōguchi, Isa, prefectura de Kagoshima. En la ciudad de Kagoshima, la temperatura fue de -5.3 °C , la más baja en 39 años desde 1977, y en la ciudad de Fukuoka, de -4.0 °C, la más baja en 35 años desde 1981. En la tarde del 24, la isla de Amami Ōshima vio su primera nevada en 115 años, la isla Kume su primera en 39 años, y Nago, en la isla principal de Okinawa, su primera nevada en la historia.

### Nevada más intensa
- Nagaoka, Niigata — 95 cm (25 de enero)
- Lago Kawaguchi, Yamanashi — 40 cm (18 de enero)
- Yamaguchi — 11 cm (24 de enero)
- Nagasaki — 17 cm (24 de enero, el mayor registrado hasta ahora)
- Kagoshima — 14 cm (24 de enero, primera vez en 5 años)

## Impacto

### Congestión vehicular
Como ya se ha mencionado, la mayor nevada registrada en la historia se produjo en la ruta nacional 8 desde la ciudad de Nagaoka hasta la de Mitsuke, en la prefectura de Niigata, y desde la noche del 24 al 26 de enero hubo muchos vehículos atascados, lo que provocó importantes interrupciones del tráfico durante dos días. Algunas personas quedaron atrapadas en sus coches durante más de 17 horas, dando lugar a lo que la prensa y los administradores de carretera han bautizado como el «Atasco de Chūetsu» o el «Atasco de Nagaoka».
Se ha señalado que una de las razones de la interrupción del tráfico fue la excesiva concentración del mismo en la Ruta 8 debido al largo cierre de las autopistas paralelas Kanetsu y Hokuriku.

### Otros
La ola de frío provocó la rotura de varias tuberías de agua en todo Kyūshū, con cortes de agua de gran importancia en ciudades como Ōmuta, en la prefectura de Fukuoka, que continuaron durante varias semanas después de que pasara la ola de frío.
El ambiente era tan malo que los accidentes se producían con frecuencia, provocando lesiones e incluso muertes.